# Autofreies Lautertal
Der Erlebnistag Autofreies Lautertal ist eine Veranstaltung, die seit 1995 jährlich am ersten Sonntag im August im Lautertal stattfindet.
An diesem autofreien Tag ist die Lauterstraße zwischen dem  „Kröcklchen Steinbruch“ am Westbahnhof in Kaiserslautern und Lauterecken (ab Otterbach die Bundesstraße 270) von 9 Uhr bis 19 Uhr für den motorisierten Verkehr gesperrt. Zwischen 10 und 18 Uhr steht die 35 km lange Strecke ausschließlich Fahrradfahrern, Tretrollerfahrern, Inlineskatern und Wanderern zur Verfügung. An der Strecke wird durch die anliegenden Gemeinden, Vereine und sonstige Institutionen ein Rahmenprogramm ausgerichtet. Die Züge auf der parallel verlaufenden Lautertalbahn werden mit zusätzlichen Gepäckwagen für die Fahrradmitnahme ausgerüstet.